# Danny Daniel
Daniel Candón de la Campa, conegut artísticament com a Danny Daniel (Gijón, Astúries, 30 de juliol de 1942) és un cantant i compositor asturià. El seu primer èxit com a cantant i compositor va ser " El vals de las mariposas ", cançó que amb el pas del temps va esdevenir un clàssic en tots els països de parla espanyola.

## Biografia
Encara des de molt petit la seva gran passió era el futbol, també la música formava part de la seva vida. El seu pare va descobrir aquesta afició i li va fer estudiar tres anys de solfeig, no sense abans regalar-li un acordió. Buscant al dial trobar una emissora que transmetia en anglès. va trobar Ràdio Luxemburg, en ella va descobrir grans cançons desconegudes a Espanya.
Danny va jugar professionalment a futbol a la seva terra, fins que en un partit es va trencar un lligament al genoll dret, quan tenia 26 anys. Va significar un cop dur per a ell, però uns pocs mesos després va decidir marxar a Madrid.
Va estar a Madrid una setmana i encara que la seva idea era anar-se'n a Londres, per la seva passió per la llengua anglesa, una tarda passejant per la Gran Via, un simple pòster en un aparador d'una agència de viatges, va fer entrar i treure un passatge a Palma. Sempre diu que aquesta la millor decisió de la seva vida. Allà realment va començar la seva vida. A Mallorca va estar només tres mesos allotjat a l'hotel Sant Jordi de Can Pastilla. Després va estar un any a Suècia, on un amic suec que va conèixer a l'hotel el va convèncer d'anar al seu país per conèixer les dones més boniques de la terra. Es va embarcar en un avió cap a aquest país i allà en treballs molt durs i amb un terrible fred de 30 graus sota zero, va passar gairebé un any. Un dia, un amic espanyol que treballava a la fàbrica amb ell li va dir que a Hamburg tenia un amic que estava connectat amb la gent de la faràndula i que podia aconseguir-li un lloc per cantar acompanyant-se amb la seva guitarra. No va pensar gaire i al començament de la primavera es va muntar en un tren que el portaria a gairebé deu hores a la ciutat on un dia The Beatles van començar la seva carrera.
Es va posar a cantar en un restaurant que es deia Los Mexicanos al barri de Sankt Pauli i en aquell lloc va estar només tres mesos. Estava buscant una altra cosa i va pensar que no estaria malament tornar a Palma. Per això calia saber si podria tornar a aquell hotel de Can Pastilla on tantes nits es divertia cantant amb els turistes que s'hi allotjaven. Li va enviar una carta al propietari de l'hotel per saber si podria tornar i aquest ràpidament li va dir que en dues setmanes l'hotel començava la temporada. Després d'haver cantat en molt diferents llocs d'aquesta illa al final i aconsellat per Bonet de San Pedro, va decidir anar a Madrid.
Va començar a fer proves amb alguns amics i un dia algú li va aconsellar que busqués cançons inèdites en alguna de les editorials i fes unes maquetes, per presentar-los en les multinacionals discogràfiques. Un dia, li va preguntar al director artístic si hi havia alguna possibilitat que li ensenyés alguna cançó que valgués la pena. L'editor li va contestar:  " per què no intentes fer una cançó ? "  Aquest va ser un moment important en la seva vida, ja que va començar a compondre.
Després de " El vals de las mariposas ", van néixer " 16 años ", " Que bonita primavera", " Vals para Donna ", " This World Today is a Mess ", interpretada per Donna Hightower, que va ser un èxit més enllà dels Pirineus. Només a França va vendre més de tres milions de còpies, a Europa més de vuit milions. Després d'aquests temes, va esdevenir l'artista més contractat a Espanya i Amèrica Llatina amb la cançó "Por el amor de una mujer (que també interpretaria Julio Iglesias), en aquest àlbum hi ha les cançons " Viento de otoño ", " Niña no te pintes tanto ", "Mañana ", "A Nino Bravo in memorian ", "Madre cuando quieras voy a verte", etc.
Danny canta balades amb un estil i timbre de veu molt personal, dels quinze àlbums que ha gravat en tots aquests anys, només en els dos darrers les cançons no han estat compostes per ell. Els tretze anteriors recullen composicions seves.
El 2004 fa un àlbum de conceptes lírics amb la multinacional Universal Records, produït per Tuli Cremisini i Carlo Pennisi : Cuando brilla una estrella.
El 2011, Danny Daniel va treure el seu darrer disc, que va ser produït pel productor i compositor cubà Frankie Marc. Són cançons cubanes dels anys 10, 20 i 30 del segle xx. El disc es titula Més enllà del sentiment.
Duu a terme gires per països com: Perú, Equador, República Dominicana, Colòmbia, Puerto Rico, Guatemala, Costa Rica, Panamà i a la primavera de 2012 va iniciar una gira per Espanya.

## Discografia
- Dieciséis años (1974).
- Danny Daniel (1974).
- Sé que me engañaste un día (1975).
- De ti, mujer (1976).
- Nunca supe la verdad (1978).
- Danny Daniel (1979).
- Te quedas con él o te vienes conmigo (1980).
- Diez engaños (1981).
- El amor, el amor (1982).
- Con ella (1988).
- Sueños (1991).
- Cuando brilla una estrella (2004).
- Más allá del sentimiento (2011).